# Кадча
Кадча (пол. Kadcza) — село в Польщі, у гміні Лонцько Новосондецького повіту Малопольського воєводства.
Населення — 1023 особи (2011).

## Демографія
Демографічна структура станом на 31 березня 2011 року:
|          | Загалом | Допрацездатний вік | Працездатний вік | Постпрацездатний вік |
| -------- | ------- | ------------------ | ---------------- | -------------------- |
| Чоловіки | 507     | 135                | 333              | 39                   |
| Жінки    | 516     | 143                | 292              | 81                   |
| Разом    | 1023    | 278                | 625              | 120                  |